# Winfried Mertens
Winfried Mertens (* 27. März 1948 in Aachen) ist ein Brigadegeneral außer Dienst des Heeres der Bundeswehr. Nach Ausbildung und Verwendungen im Bereich der Raketenartillerie wurde er später überwiegend im Bereich Militärpolitik eingesetzt. Zuletzt war er von 2006 bis 2010 Kommandeur des Zentrums für Verifikationsaufgaben der Bundeswehr in Geilenkirchen.

## Leben
Beförderungen
- 1961 Leutnant
- 1974 Oberleutnant
- 1977 Hauptmann
- 1983 Major
- 1988 Oberstleutnant
- 1985 Oberst
- 1984 Brigadegeneral
- 2001 Generalmajor

Mertens trat am 1. Juli 1969 in Homberg/Efze bei der 4. Batterie des Panzerartilleriebataillons 55 in die Bundeswehr ein, wo er die Grundausbildung durchlief. Er absolvierte als Offizieranwärter bis 1972 die Offizierausbildung zum Offizier des Truppendienstes der Artillerietruppe (Ausbildungsklasse: Raketenartillerie). An der Artillerieschule in Idar-Oberstein nahm er von Dezember 1969 bis März 1971 am Fahnenjunker- und Fähnrich-Lehrgang teil und von April 1971 bis Juni 1972 am Offizierlehrgang Teil 1 und 2 an der Heeresoffizierschule II in Hamburg. Im Juli 1972 absolvierte er den Waffentechnischen Lehrgang an der Raketenschule der Artillerie in Geilenkirchen und von August bis September 1972 den US-Artillerieoffizierlehrgang in Fort Sill, Oklahoma, Vereinigte Staaten. Von Oktober 1972 bis März 1975 war er Zugführer und Vermessungs-/Erkundungsoffizier in der 4. Batterie des Raketenartilleriebataillons 350 in Montabaur und von April 1975 bis März 1977 S1/S2-Offizier (Personal/Militärisches Nachrichtenwesen) im Artillerielehrbataillon 72 in Geilenkirchen. Von April 1977 bis 14. Mai 1980 war er Batteriechef im Raketenartilleriebataillon 650 in Flensburg und absolvierte von Mai bis September 1980 eine Sprachausbildung am Bundessprachenamt in Hürth.
Von 1980 bis 1982 absolvierte Mertens den 23. Generalstabslehrgang Heer an der Führungsakademie der Bundeswehr in Hamburg, wo er zum Offizier im Generalstabsdienst ausgebildet wurde. Nachdem er von 1982 bis 1984 Generalstabsoffizier beim Amtschef des Amtes für Studien und Übungen der Bundeswehr in Bensberg war, besuchte er zudem von 1984 bis 1985 das Command and General Staff College der United States Army in Fort Leavenworth, Kansas. Nach seiner Rückkehr aus den Vereinigten Staaten wurde er im 1985 G3 der Central Army Group der NATO in Heidelberg. Von 1988 bis 1900 führte er das Raketenartilleriebataillon 250 in Engstingen als Bataillonskommandeur. Es folgte eine Verwendung als stellvertretender Referatsleiter III 1 (Militärpolitische Grundlagen) im Führungsstab der Streitkräfte im Bundesministerium der Verteidigung auf der Hardthöhe in Bonn von 1990 bis 1994. Von 1994 bis 1997 wer er Branch Chief in der Plans and Policy Division beim Internationalen Militärstab im NATO-Hauptquartier in Brüssel, Belgien. Anschließend war er von 1997 bis 1998 G3 im Heeresführungskommando in Koblenz und von 1998 bis 2001 Adjutant des Bundesministers der Verteidigung, Rudolf Scharping mit Dienstorten in Bonn und im Bendlerblock in Berlin.
Von 2001 bis 2004 wer Mertens Chef des Stabes und stellvertretender Deutscher Militärischer Vertreter beim NATO-Militärausschuss, der Europäischen Union und der Westeuropäischen Union in Brüssel. Von 2004 bis 2005 war er Deutscher Dienstältester Offizier und Commander Rear Support Command Deutscher Anteil Allied Command Europe Rapid Reaction Corps in Mönchengladbach. Vom Januar bis Juni 2006 hat er das Deutsche Verbindungskommando zum Hauptquartier United States Central Command in Tampa, Florida, geleitet. In seiner letzten Verwendung war er ab Juli 2006 Kommandeur des Zentrums für Verifikationsaufgaben der Bundeswehr in der Selfkant-Kaserne in Geilenkirchen, das Aufgaben der Rüstungskontrolle wahrnimmt. Mit Ablauf des Juni 2010 wurde er in den Ruhestand versetzt.

## Privates
Mertens ist verheiratet und hat zwei Söhne.

## Auszeichnungen
- Ehrenkreuz der Bundeswehr in Gold
- Meritorious Service Medal
- Legion of Merit